# Karabük (province)
La province de Karabük est une des 81 provinces de la Turquie. Sa préfecture se trouve dans la ville éponyme de Karabük.

## Géographie
La province de Karabük s'étend sur 4 145 km2.

## Population
Au recensement de 2000, la province était peuplée d'environ 225 409 habitants, soit une densité de population d'environ 54 hab./km2.
| 2000    | 2001    | 2002    | 2003    | 2004    | 2005    | 2006    | 2007    | 2008    |
| ------- | ------- | ------- | ------- | ------- | ------- | ------- | ------- | ------- |
| 205 172 | 207 241 | 209 056 | 210 812 | 212 667 | 214 591 | 216 557 | 218 463 | 216 248 |

| 2009    | 2010    | 2011    | 2012    | 2013    | 2014    | 2015    | 2016    | 2017    |
| ------- | ------- | ------- | ------- | ------- | ------- | ------- | ------- | ------- |
| 218 564 | 227 610 | 219 728 | 225 145 | 230 251 | 231 333 | 236 978 | 242 347 | 244 453 |

| 2019    | 2020    | 2021    | 2022    | 2023    | - | - | - | - |
| ------- | ------- | ------- | ------- | ------- | - | - | - | - |
| 248 458 | 243 614 | 249 287 | 252 058 | 255 242 | - | - | - | - |

## Administration
La province est administrée par un préfet.

## Subdivisions
La province est divisée en six districts.